# Somewhere over the Rainbow/What a Wonderful World
"Somewhere over the Rainbow/What a Wonderful World" é uma canção de Israel Kamakawiwo'ole que foi lançada pela primeira vez no álbum Ka ʻAnoʻi em 1990, uma versão acústica do medley tornou-se notável após o seu lançamento no seu álbum Facing Future de 1993. A versão cortada — Over the Rainbow — foi lançada em 2001 no álbum póstumo Alone In Iz World.
A canção, que traz apenas sua voz suave e seu uquelele, é um medley de dois clássicos da música dos Estados Unidos: "Somewhere Over the Rainbow", do filme The Wizard of Oz (1939), e "What a Wonderful World", de Louis Armstrong.
A versão cortada tornou-se um sucesso inesperado, após figurar nas paradas da Europa em 2010 e 2011 e, enquanto isso, ser apresentada em inúmeras bandas sonoras de filmes e TV ao longo dos anos 2000 e 2010. Em 2020, o medley foi selecionado para preservação no Registo Nacional de Gravações dos Estados Unidos pela Biblioteca do Congresso como sendo "culturalmente, historicamente ou esteticamente significativa".

## Trilhas sonoras
A faixa aparece em diversos episódios de séries norte-americanas como Cold Case, E.R. e Young Americans, no qual "Somewhere over the Rainbow" tocou no primeiro episódio e no último, sendo a faixa a encerrar definitivamente a série; também foi trilha dos filmes Meet Joe Black (1998), Finding Forrester (2000) e, 50 First Dates (2004).

## Desempenho em paradas musicais e certificações
| Parada (2004–2010)                            | Melhor posição |
| --------------------------------------------- | -------------- |
| Áustria (Ö3 Austria Top 75)                   | 4              |
| Bélgica (Ultratop 50 de Flandres)             | 3              |
| Bélgica (Ultratop 50 da Valônia)              | 1              |
| Dinamarca (Hitlisten)                         | 35             |
| França (SNEP)                                 | 1              |
| Luxemburgo (Billboard Digital Songs)          | 1              |
| Espanha (PROMUSICAE)                          | 10             |
| Suécia (Sverigetopplistan)                    | 19             |
| Suíça (Schweizer Hitparade)                   | 3              |
| Estados Unidos (Billboard Adult Contemporary) | 22             |

| País                     | Certificação / Vendagem |
| ------------------------ | ----------------------- |
| Alemanha (BVMI)          | 2× platina / 600,000+   |
| Suíça (IFPI Switzerland) | 2× platina / 60,000+    |
| Estados Unidos (RIAA)    | 3× platina / 3,697,000  |